# Pygmaeorota
Pygmaeorota is een geslacht van weekdieren uit de klasse van de Gastropoda (slakken).

## Soorten
- Pygmaeorota duplicata (Lischke, 1872)
- Pygmaeorota laevis (Kiener, 1838)
- Pygmaeorota sulcata (A. Adams, 1850)